# 하마데라정
하마데라정(일본어: 浜寺町)은 ]]일본]] 오사카부 센보쿠군에 설치되었던 정이다. 현재의 사카이시 니시구에 해당한다.